# Okrzesza
Okrzesza – struga, lewy dopływ Pisi Gągoliny o długości 15,19 km i powierzchni zlewni 31,1 km².
Płynie w województwie mazowieckim na Równinie Łowicko-Błońskiej. Powstaje z połączenia kilku niewielkich cieków wypływających na południe i południowy wschód od Mszczonowa. Przepływa przez Mszczonów, Krzyżówkę, Chroboty. Uchodzi w południowej części Żyrardowa.